# Bačko Dušanovo
Bačko Dušanovo (en serbe cyrillique : Бачко Душаново ; en hongrois : Zentaörs) est un village de Serbie situé dans la province autonome de Voïvodine et sur le territoire de la Ville de Subotica, district de Bačka septentrionale. Au recensement de 2011, il comptait 618 habitants.

## Démographie

### Évolution historique de la population
| 1948  | 1953  | 1961  | 1971 | 1981 | 1991 | 2002 | 2011 |
| ----- | ----- | ----- | ---- | ---- | ---- | ---- | ---- |
| 1 023 | 1 023 | 1 011 | 938  | 839  | 785  | 741  | 618  |

|  |